# Mahālingpur
Mahālingpur är en ort i Indien.   Den ligger i distriktet Bagalkot och delstaten Karnataka, i den sydvästra delen av landet, 1 400 km söder om huvudstaden New Delhi. Mahālingpur ligger 573 meter över havet och antalet invånare är 32 699.
Terrängen runt Mahālingpur är platt, och sluttar söderut. Runt Mahālingpur är det tätbefolkat, med 276 invånare per kvadratkilometer. Närmaste större samhälle är Rabkavi, 9,6 km norr om Mahālingpur. Trakten runt Mahālingpur består till största delen av jordbruksmark.